# Aleksandr Makarov (calciatore 1978)
Aleksandr Viktorovich Makarov (in russo Александр Викторович Макаров?; Moršansk, 23 agosto 1978) è un ex calciatore russo, di ruolo portiere.